# Herophydrus vaziranii
Herophydrus vaziranii är en skalbaggsart som först beskrevs av Nilsson 1999.  Herophydrus vaziranii ingår i släktet Herophydrus och familjen dykare. Inga underarter finns listade i Catalogue of Life.